# Olga Johann
Olga Johann z domu Wiechno (ur. 8 października 1942 w Warszawie, zm. 5 kwietnia 2017) – polska psycholożka, socjolożka i nauczycielka akademicka, działaczka samorządowa i społeczna, wiceprzewodnicząca Rady m.st. Warszawy.

## Życiorys

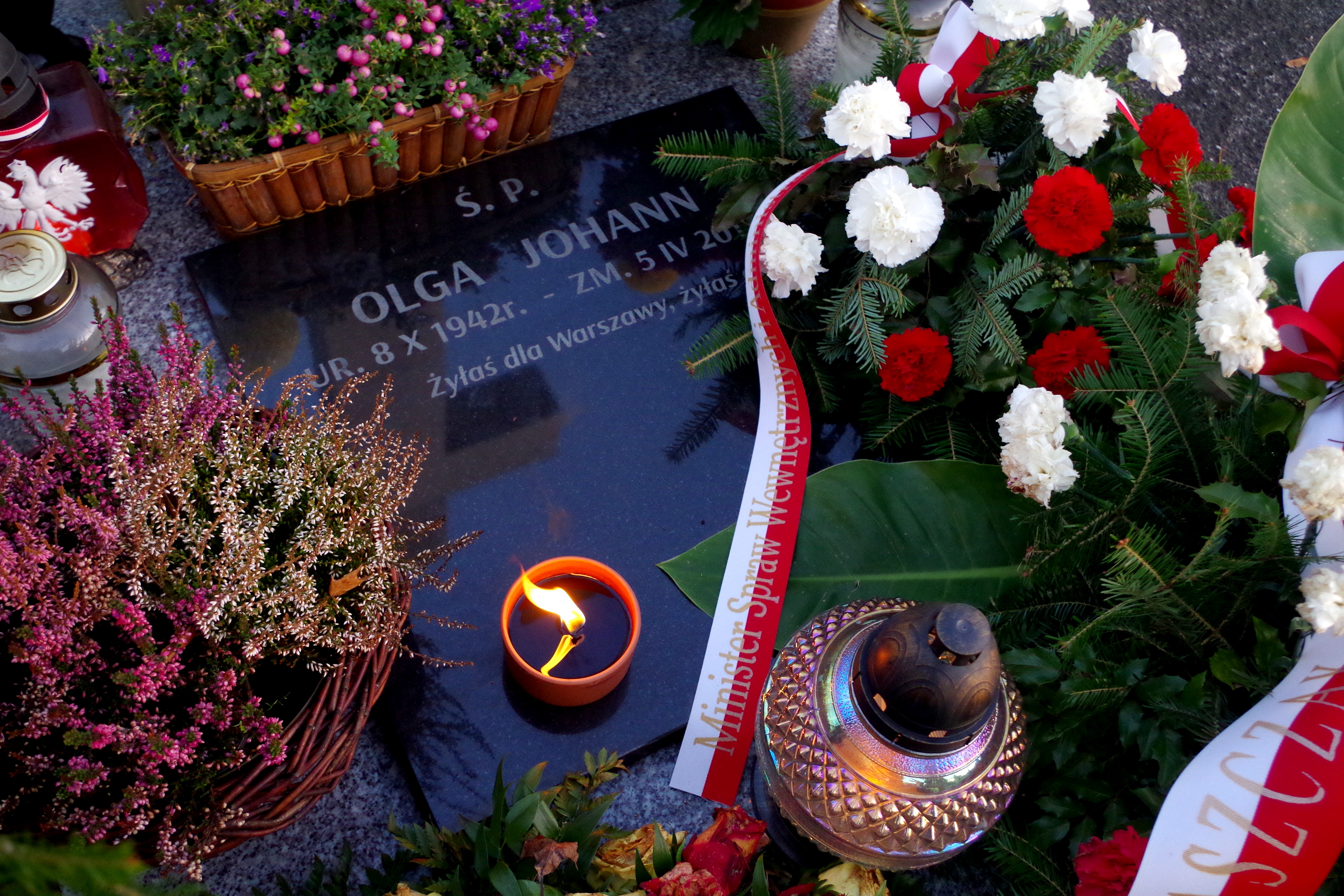
Grób Olgi Johann na cmentarzu Powązkowskim w Warszawie

Ukończyła studia na Wydziale Psychologii Uniwersytetu Warszawskiego. Była nauczycielką akademicką w Zakładzie Socjologii Politechniki Warszawskiej (1965–1968), następnie była zatrudniona w Poradni Wychowawczo-Zawodowej (1968–1989). W latach 1989–1990 pracowała w Biurze Interwencji Kancelarii Senatu, w latach 1990–1991 w Ministerstwie Edukacji Narodowej. W latach 1992–2006 zajmowała stanowiska kierownicze w Specjalistycznej Poradni Psychologiczno-Pedagogicznej „TOP” w Warszawie. Sprawowała funkcję członka zarządu Polskiego Towarzystwa Psychologicznego.
W wyborach samorządowych w 1998 bezskutecznie ubiegała się o mandat radnej gminy Warszawa-Bemowo z listy Akcji Wyborczej Solidarność. Zasiadała w Sejmiku Województwa Mazowieckiego (2002–2006), którego była wiceprzewodniczącą. Z ramienia Prawa i Sprawiedliwości była radną Rady m.st. Warszawy, w której pełniła funkcję wiceprzewodniczącej. Była także przewodniczącą Krajowej Komisji Rewizyjnej PiS.
Działała w szeregu inicjatyw społecznych m.in. w ramach zajmującej się upamiętnianiem „Żołnierzy Wyklętych” Fundacji „Pamiętamy”. Współtworzyła Fundację im. Jacka Maziarskiego. Była także członkiem zarządu Fundacji Józefa Szaniawskiego. Przez wiele lat działała na rzecz dekomunizacji przestrzeni publicznej. Weszła w skład Honorowego Komitetu Poparcia akcji Stowarzyszenia KoLiber „Goń z pomnika bolszewika”.
Była zamężna z Wiesławem Johannem, adwokatem i sędzią Trybunału Konstytucyjnego. Córka Wojciecha Wiechno, chirurga, działacza politycznego i Sprawiedliwego Wśród Narodów Świata oraz Marii Wiechno z domu Żandr, lekarki zmarłej w pierwszych dniach powstania warszawskiego.
Została pochowana 11 kwietnia 2017 na cmentarzu Powązkowskim w Warszawie.

## Odznaczenia
W 2016 została odznaczona przez prezydenta Andrzeja Dudę Krzyżem Kawalerskim Orderu Odrodzenia Polski oraz Krzyżem Wolności i Solidarności.
W kwietniu 2017 pośmiertnie odznaczona przez prezydenta Andrzeja Dudę Krzyżem Komandorskim Orderu Odrodzenia Polski.